# Bains de Hadji Gayib

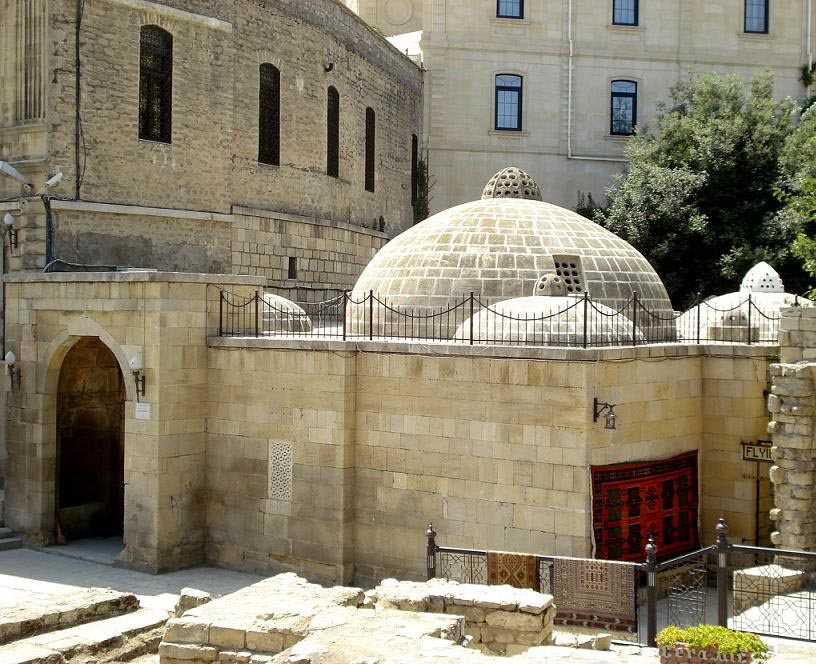
Les bains de Hadji Gayib.

Les bains de Hadji Gayib (en azéri : Hacı Qayıb hamamı) sont un bâtiment de bains publics (de style hammam) situé dans la forteresse de la vieille ville de Bakou (Azerbaïdjan), à proximité de la mer et en face de la tour de la Vierge. Ils datent du XVe siècle.
La porte d’entrée du bâtiment est rectangulaire. L’ensemble des bains consiste en trois groupes : entrée, vestiaire et bains. Le vestiaire et les bains ont des salles centrales de forme octogonale, entourées de petits locaux. Les coupoles et les voûtes ont des contours différents et sont faites soigneusement. Au centre de la salle il y a une piscine avec l’eau chaude et l’eau froide. Le sol était couvert de dalles de pierre. Le chauffage était effectué  à l’aide des tuyaux d’argile ou les canaux sous le plancher des locaux. L’air chaud circulait dans ces canaux au moment du chauffage d’eau,.